# Venansault
Venansault – miasto we Francji, w regionie Kraj Loary (fr. Pays de la Loire), w departamencie Wandea (fr. Vendée), powiecie La Roche-sur-Yon, kantonie La Roche-sur-Yon-Nord. Jest siedzibą gminy Venansault.

## Miasta partnerskie
- Wolin  Polska
- Mercury  Francja